# Brugje van St Jan
Het Bruggetje van St Jan is een brug in de Biesbosch en overspant de Sloot van St Jan (die in het oosten uitkomt op de Spijkerboor en ten westen op het Middelste Gat van de Plomp). De brug ligt ten noorden van Geertruidenberg in de gemeente Drimmelen in de Nederlandse provincie Noord-Brabant.

## Geschiedenis
Aan het einde van de Tweede Wereldoorlog was Zuid-Nederland bevrijd, maar Noord-Nederland nog niet en lag de Biesbosch hier tussenin. Het gebied werd gebruikt door Duitsers om naar Noord-Nederland te komen en voor joden en gestrande piloten om naar Zuid-Nederland te komen. Deze verbinding werd verzorgd door line-crossers. Daarbij werd regelmatig het bruggetje over de Sloot van Sint Jan gepasseerd. Het verzet onderschepte in de buurt van het bruggetje veel Duitsers.
Op het bruggetje is een plaquette aangebracht waarmee dit herdacht wordt. De tekst luidt:

'Symbool van verzet, door Onderduikers, 
hun Helpers en Line-crossers. 
Punt van Ontwapening 
75 vijandelijke soldaten 
door onderduikerscommando."